# Буйновці
Бу́йновці (болг. Буйновци) — село у Великотирновській області Болгарії. Входить до складу общини Єлена.

## Населення
За даними перепису населення 2011 року у селі проживали 68 осіб, з них 65 осіб (95,6%) — болгари.
Розподіл населення за віком у 2011 році:
Динаміка населення: